# William Selig
Pour les articles homonymes, voir Selig.
William Nicholas Selig (né le 14 mars 1864 à Chicago et mort le 15 juillet 1948  à Los Angeles) est un producteur, réalisateur et scénariste américain, un des pionniers du cinéma américain.

## Biographie

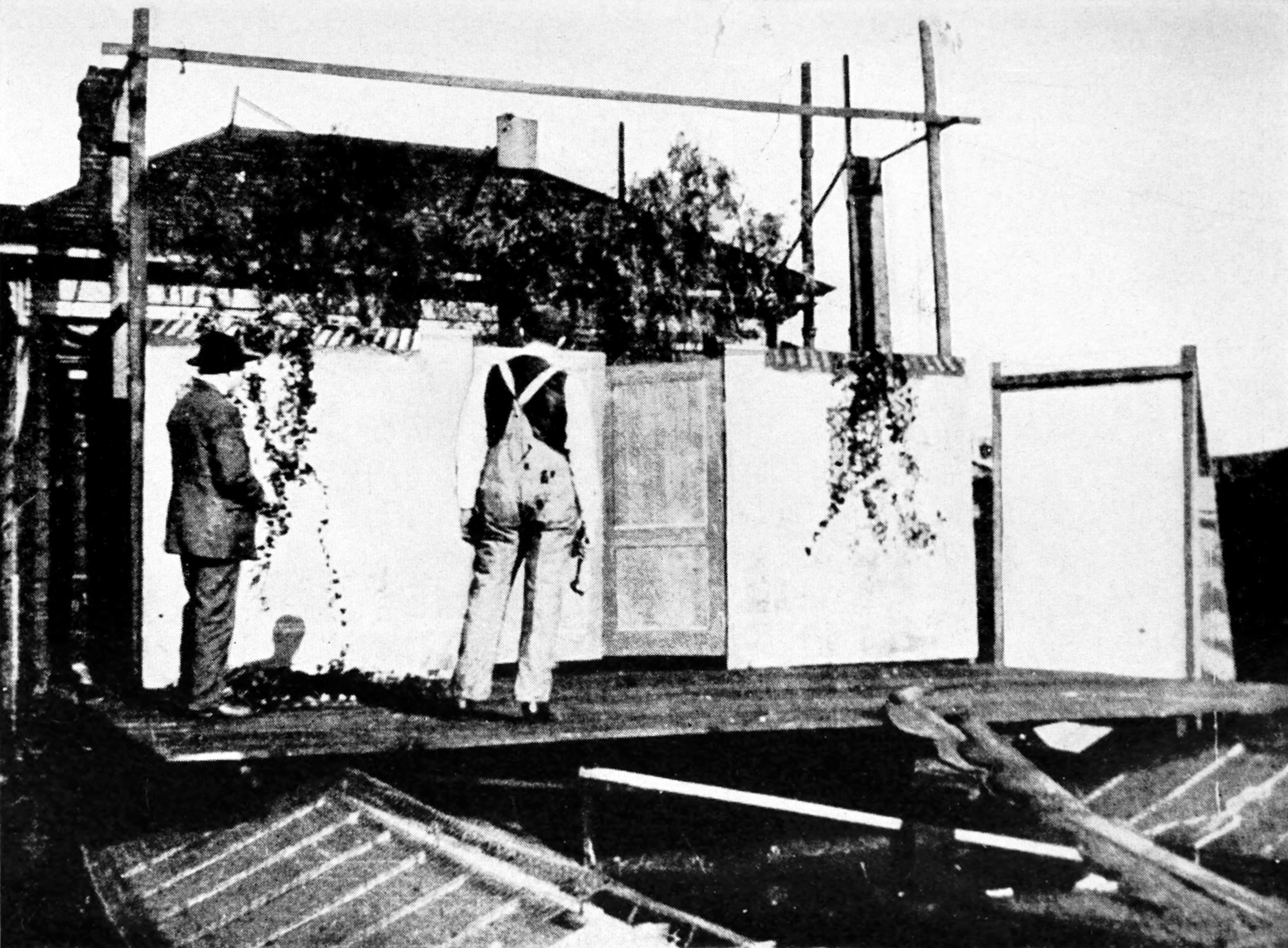
Décors du film Carmen, film tourné en 1908 en Californie par Selig Polyscope Company.

Né à Chicago dans l'Illinois, William Selig travailla comme un interprète de vaudeville et produisit un spectacle de troubadour à San Francisco après s'y être installé pour des raisons médicales. Un des acteurs de son spectacle, Bert Williams, devint une célébrité afro-américaine.
En 1894, Selig vit le cinétoscope de Thomas Edison à Dallas au Texas. Particulièrement curieux, Selig commença à travailler avec une caméra des frères Lumière et en 1896 fabriqua son propre système de projection cinématographique. Il fonda une entreprise, la Selig Polyscope Company à Chicago, l'un des premiers studio de cinéma aux États-Unis. Il collabore avec le photographe et documentariste Harry Buckwalter, installé à Denver, dont il diffuse les documentaires.
Selig fut le premier à s'installer sur la côte Ouest, déplaçant son entreprise à Los Angeles, sous la direction de Francis Boggs. Selig vint vers l'Ouest pour le climat sud-californien qui permettait de filmer en plein air l'année entière, pour le relief, qui pouvait être utilisé pour poser des décors alpins, sahariens, ou new-yorkais, mais aussi souhaitait-il se rapprocher de la Motion Picture Patents Company (MPPC), une compagnie dont Selig était un membre peu disposé.
Plus tard, il créa un zoo pour disposer d'animaux qu'il utilisait dans son studio. Leo le lion, le futur logo de la MGM, en était un des résidents. Après avoir installé son studio dans les fondations du zoo, Selig laissa le studio de l'Echo Park à William Fox et la Fox Film Corporation.
Selig rechercha de nouveaux talents, comme Roscoe "Fatty" Arbuckle, qui commença sa carrière dans sa compagnie en 1908, et Gilbert M. "Bronco Billy" Anderson, la première star de Western, qui joua dans The Adventures of Kathlyn (1913).
En 1915, une décision de la Cour suprême des États-Unis annula l'ensemble des brevets de la MGM. À court terme, cette décision arrangea Selig. Mais son studio fit faillite en 1918.
Selig fut responsable de son retournement de gloire ; il croyait que les courts métrages étaient l'avenir du cinéma. Sa foi était mal placée ; il continua cependant à produire des films indépendants jusque dans les années 1930, il perdit son zoo et dépensa sa fortune à la suite de la Grande Dépression. Il dut vendre les droits sur les livres qu'il avait obtenus pour ses films.
Pour sa contribution au cinéma américain, William Selig a une étoile sur Hollywood Walk of Fame au 6116 Hollywood Boulevard. En 1948, Selig reçut comme récompense un Academy Honorary Award en reconnaissance de son important rôle dans la construction de l'industrie du cinéma. William Selig a été incinéré et ses cendres ont été déposées dans le hall du Memory Columbarium dans la Chapel of the Pines Crematory à Los Angeles.

## Filmographie partielle

### Comme producteur

#### Avant 1900
- 1896 : The Tramp and the Dog (réalisateur inconnu)

#### Années 1900
- 1902 : Where Golden Bars Are Cast de Harry Buckwalter
- 1902 : Ute Pass Express de Harry Buckwalter
- 1902 : Trains Leaving Manitou de Harry Buckwalter
- 1902 : Train in Royal Gorge de Harry Buckwalter
- 1902 : Runaway Stage Coach de Harry Buckwalter
- 1902 : Pike's Peak Toboggan Slide de Harry Buckwalter
- 1902 : Panoramic View of Seven Castles de Harry Buckwalter
- 1902 : Panoramic View of Hell Gate de Harry Buckwalter
- 1902 : Panoramic View of Granite Canyon de Harry Buckwalter
- 1902 : Panorama of Ute Pass de Harry Buckwalter
- 1902 : Panorama of the Royal Gorge de Harry Buckwalter
- 1902 : Panorama of the Famous Georgetown Loop de Harry Buckwalter
- 1902 : Panorama of Cog Railway de Harry Buckwalter
- 1902 : Leaving the Summit of Pike's Peak de Harry Buckwalter
- 1902 : Balloon Ascension de Harry Buckwalter
- 1904 : Tracked by Bloodhounds or A Lynching at Cripple Creek de Harry Buckwalter
- 1904 : Sour Lake Oil Fields de Harry Buckwalter
- 1904 : Panoramic View of the Columbia River de Harry Buckwalter
- 1904 : Panoramic View of Spokane Falls de Harry Buckwalter
- 1904 : Panoramic View of Multnomah Falls de Harry Buckwalter
- 1904 : Mending Seines on the Columbia River de Harry Buckwalter
- 1904 : Hauling in Seines and Pulling Seines Into Boat de Harry Buckwalter
- 1904 : Hauling in a Big Catch de Harry Buckwalter
- 1904 : Fish Traps Columbia River de Harry Buckwalter
- 1904 : Chicago Portland Special de Harry Buckwalter
- 1904 : The Girls in the Overalls de Harry Buckwalter
- 1906 : Dolly's Papa de Gilbert M. Anderson
- 1906 : The Female Highwayman de Gilbert M. Anderson
- 1906 : Trip to Southern Colorado de Harry Buckwalter
- 1906 : The Tomboys de Gilbert M. Anderson
- 1906 : The Tramp and the Dog
- 1906 : The Female Highwayman de Gilbert M. Anderson
- 1906 : Trapped by Pinkertons de Gilbert M. Anderson
- 1906 : Sights in a Great City de Gilbert M. Anderson
- 1907 : Who Is Who? de Gilbert M. Anderson
- 1907 : His First Ride de Gilbert M. Anderson
- 1907 : Western Justice de Gilbert M. Anderson
- 1907 : The Two Orphans de Francis Boggs
- 1907 : The Bandit King de Gilbert M. Anderson
- 1907 : Dolly's Papa de Gilbert M. Anderson
- 1908 : The Count of Monte Cristo de Francis Boggs
- 1908 : Damon and Pythias d'Otis Turner
- 1908 : Dr. Jekyll and Mr. Hyde d'Otis Turner
- 1909 : Hunting Big Game in Africa de Francis Boggs
- 1909 : In the Sultan's Power de Francis Boggs
- 1909 : On the Little Big Horn  de Francis Boggs
- 1909 : Fighting Bob de Francis Boggs
- 1909 : Up San Juan Hill de Francis Boggs
- 1909 : On the Border de Francis Boggs

#### Années 1910
- 1910 : Under the Stars and Stripes de Frank Beal
- 1910 : Le Magicien d'Oz
- 1910 : Pride of the Range de Francis Boggs
- 1910 : Dorothy and the Scarecrow in Oz
- 1910 : The Land of Oz d'Otis Turner
- 1910 : Across the Plains de Francis Boggs
- 1910 : John Dough and the Cherub d'Otis Turner
- 1911 : The Spy d'Otis Turner
- 1911 : The Two Orphans d'Otis Turner et Francis Boggs
- 1911 : The Witch of the Everglades d'Otis Turner
- 1911 : Back to the Primitive de Francis Boggs et Otis Turner
- 1911 : Jim and Joe d'Otis Turner
- 1911 : Blackbeard de Francis Boggs
- 1911 : The Cowboy and the Shrew
- 1911 : The Rose of Old St. Augustine d'Otis Turner
- 1911 : Captain Kate de Francis Boggs et Otis Turner
- 1911 : Jealous George d'Otis Turner
- 1911 : In the Shadow of the Pines de Hobart Bosworth
- 1911 : Life on the Border d'Otis Turner
- 1911 : The Totem Mark d'Otis Turner
- 1911 : Dad's Girls d'Otis Turner
- 1911 : Evangeline de Hobart Bosworth
- 1911 : The Wheels of Justice d'Otis Turner
- 1912 : Outlaw Reward
- 1912 : Cinderella
- 1912 : The House of His Master de Lem B. Parker
- 1912 : The Brotherhood of Man de Frank Beal
- 1912 : Into the Genuine de Lem B. Parker
- 1912 : A Detective's Strategy de Lem B. Parker
- 1912 : Driftwood de Otis Thayer
- 1912 : A Humble Hero de Frank Montgomery
- 1912 : Tempted by Necessity de Lem B. Parker
- 1912 : Her Educator de Lem B. Parker
- 1912 : The Millionaire Vagabonds de Lem B. Parker
- 1912 : The Vintage of Fate de Lem B. Parker
- 1912 : When Memory Calls de Frank Beal
- 1912 : When the Heart Rules de Frank Beal
- 1912 : The Lake of Dreams
- 1912 : Saved by Fire de Lem B. Parker
- 1912 : The Stronger Mind de Frank Beal
- 1912 : When Helen Was Elected de Lem B. Parker
- 1912 : Harbor Island de Lem B. Parker
- 1913 : The Lipton Cup: Introducing Sir Thomas Lipton de Lem B. Parker
- 1913 : A Little Child Shall Lead Them de Lem B. Parker
- 1913 : The Governor's Daughter de Lem B. Parker
- 1913 : Her Only Son de Lem B. Parker
- 1913 : Two Men and a Woman de Lem B. Parker
- 1913 : The Early Bird de Colin Campbell
- 1913 : Margarita and the Mission Funds de Lem B. Parker
- 1913 : The Hoyden's Awakening de Lem B. Parker
- 1913 : With Love's Eyes de Lem B. Parker
- 1913 : The Tie of the Blood de Lem B. Parker
- 1913 : The Burglar Who Robbed Death de Lem B. Parker
- 1913 : Old Doc Yak
- 1913 : Old Doc Yak and the Artist's Dream
- 1913 : The Fugitive de Charles H. France
- 1913 : Indian Summer de Lem B. Parker
- 1913 : Lieutenant Jones de Lem B. Parker
- 1913 : The Leopard Tamer de Lem B. Parker
- 1913 : The Stolen Melody de Lem B. Parker
- 1913 : The Spanish Parrot Girl de Lem B. Parker
- 1913 : Love Before Ten de Lem B. Parker
- 1913 : Diverging Paths de Lem B. Parker
- 1913 : The Girl and the Judge de Lem B. Parker
- 1913 : The Tide of Destiny de Lem B. Parker
- 1913 : The Mansion of Misery de Lem B. Parker
- 1913 : Only Five Years Old de Lem B. Parker
- 1913 : Woman: Past and Present de Lem B. Parker
- 1913 : Doc Yak's Christmas
- 1914 : Good Resolutions de William Duncan
- 1914 : By Unseen Hand de William Duncan
- 1914 : The Renegade's Vengeance de William Duncan
- 1914 : A Mix-Up on the Plains de William Duncan
- 1914 : Doc Yak, Moving Picture Artist
- 1914 : Doc Yak, the Cartoonist
- 1914 : Doc Yak, the Poultryman
- 1914 : The Spoilers
- 1914 : Shotgun Jones de Colin Campbell
- 1914 : Me an' Bill de Colin Campbell
- 1914 : A Friend in Need de William Duncan
- 1914 : The Speck on the Wall de Colin Campbell
- 1914 : The Fire Jugglers d'Edward LeSaint
- 1914 : Doc Yak, Over the Fence and Out
- 1914 : Doc Yak's Temperance Lecture
- 1914 : Doc Yak, the Marksman
- 1914 : Doc Yak Bowling
- 1914 : Doc Yak's Zoo
- 1914 : The Rival Stage Lines de Tom Mix
- 1914 : Doc Yak and the Limited Train
- 1914 : Doc Yak's Wishes
- 1914 : Chip of the Flying U
- 1914 : Doc Yak's Bottle
- 1914 : Your Girl and Mine: A Woman Suffrage Play
- 1914 : Doc Yak's Cats
- 1914 : Doc Yak Plays Golf
- 1914 : Doc Yak and Santa Claus
- 1915 : Robert Thorne Forecloses de Burton L. King
- 1915 : An Arizona Wooing
- 1915 : A Matrimonial Boomerang
- 1915 : Saved by Her Horse
- 1915 : The Hut on Sycamore Gap de Burton L. King
- 1915 : Pals in Blue
- 1915 : The Heart of the Sheriff
- 1915 : With the Aid of the Law
- 1915 : Foreman of Bar Z Ranch
- 1915 : The Reaping de Burton L. King
- 1915 : Never Again
- 1915 : The Yellow Streak de Burton L. King
- 1915 : The Eagle and the Sparrow de Burton L. King
- 1915 : How Weary Went Wooing
- 1915 : The Range Girl and the Cowboy
- 1915 : Two Brothers and a Girl de Burton L. King
- 1915 : The Auction Sale of Run-Down Ranch
- 1915 : Her Slight Mistake
- 1915 : The Girl and the Mail Bag
- 1915 : The Brave Deserve the Fair
- 1915 : Poetic Justice of Omar Khan d'Edward LeSaint
- 1915 : The Stagecoach Guard
- 1915 : The Race for a Gold Mine
- 1915 : The Bridge of Time de Frank Beal
- 1915 : Athletic Ambitions
- 1915 : I'm Glad My Boy Grew Up to Be a Soldier de Frank Beal
- 1915 : The Tenderfoot's Triumph
- 1915 : The Coquette's Awakening de Frank Beal
- 1916 : The Way of the Redman
- 1916 : Making Good
- 1916 : Out of the Shadows de Burton L. King
- 1916 : The Adventures of Kathlyn
- 1916 : The Ne'er Do Well
- 1917 : The Goddess of Chance de Burton L. King
- 1917 : Won in the Stretch de Burton L. King
- 1917 : Beware of Strangers
- 1917 : The Font of Courage de Burton L. King
- 1917 : The African Jungle
- 1917 : The Angel of Poverty Row de Colin Campbell
- 1918 : Little Orphant Annie
- 1918 : The City of Purple Dreams
- 1918 : The Still Alarm
- 1918 : Entre l'amour et l'amitié (Brown of Harvard) de Harry Beaumont
- 1919 : Ravished Armenia

#### Années 1920
- 1920 : Sic-Em
- 1920 : The Lost City
- 1920 : Vanishing Trails
- 1920 : The Jungle Princess
- 1920 : The Galloping Devil
- 1921 : The Fighting Stranger
- 1921 : The Hunger of the Blood
- 1921 : The Last Chance
- 1921 : The Struggle (it)
- 1921 : The Raiders
- 1921 : Miracles of the Jungle
- 1921 : Kazan
- 1922 : The Rosary
- 1922 : The Jungle Goddess
- 1922 : A Dangerous Adventure

#### Années 1930
- 1936 : The Drag-Net
- 1938 : Convicts at Large

### Comme réalisateur
- 1898 : Something Good – Negro Kiss
- 1904 : The Hold-up of the Leadville Stage
- 1910 : Hugo the Hunchback

### Comme scénariste
- 1905 : The Serenade